# Trung Dương
Trung Dương (chữ Hán giản thể: 中阳县, âm Hán Việt: Trung Dương huyện) là một huyện thuộc địa cấp thị Lữ Lương, tỉnh Sơn Tây, Cộng hòa Nhân dân Trung Hoa. Huyện Trung Dương có diện tích 1441 km², dân số năm 2002 là 130.000 người. Về mặt hành chính, huyện Trung Dương được chia thành 5 trấn và 6 hương. 
- Trấn: Thành Quan, Kim La, Noãn Tuyền, Chi Kha, Vũ Gia Trang
- Hương: Ngô Gia 峁, Hạ Táo Lâm, Trương Gia Trang, Trương Tử Sơn, Lưu Gia Bình, Tô Thôn.